# Pithécophage des Philippines
Pithecophaga jefferyi
Ne doit pas être confondu avec l'Aigle des Philippines (Nisaetus philippensis).
Genre
Espèce
Répartition géographique
Statut de conservation UICN

 CR A2cd;C2a(ii) : 
En danger critique
Statut CITES
Le Pithécophage des Philippines (Pithecophaga jefferyi), communément appelé Aigle des singes, est une espèce de rapaces endémique des Philippines. C'est la seule espèce du genre Pithecophaga. Il a été décrit en 1896 par William Robert Ogilvie-Grant.

## Description

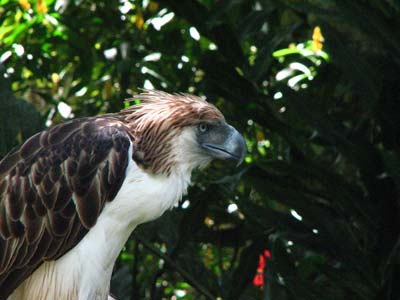

Ce rapace mesure de 86 à 102 cm pour une masse de 5 à 8 kg et une envergure de 2,20 m.
Libres d'évoluer en dehors de la concurrence d'autres grands prédateurs, les pithécophages sont devenus les chasseurs dominants des forêts philippines. En raison de leur taille, un vaste territoire de forêt pluviale leur est indispensable pour se nourrir.

Les couples reproducteurs préfèrent les hauts arbres aux cimes dégagées. Les nids sont construits à des altitudes allant de 25 à 50 m et servent souvent pour les nidifications suivantes. Chaque couple a besoin de 70 à 130 km2 pour élever un seul poussin, ce qui rend l'espèce vulnérable à la déforestation.

## Distribution
Cette espèce peuple les plus grandes îles du nord et de l'est des Philippines (Luçon, Leyte, Samar et Mindanao où se trouve la plus grande population). Elle est endémique des Philippines.

### Menace d'extinction et mesures conservatoires
Classé en 1988 dans la catégorie « menacé » de la liste rouge de l'UICN, cette espèce est désormais considérée comme « en danger critique d'extinction » (catégorie CR), du fait du nombre très faible et en déclin de sa population (l'effectif total de l'espèce est estimé à moins de 250 individus adultes). La raréfaction de son habitat, par l'exploitation forestière, le défrichement ainsi que la chasse de subsistance et la pollution aux pesticides, constituent les menaces principales qui pèsent sur l'espèce.
Le pithécophage des singes est protégé par la loi dans les Philippines et le commerce international et l'export est strictement réglementé par la Convention de Washington sur le commerce international d'espèces menacées d'extinction (CITES). Un programme de conservation et restauration de l'espèce est mené (« The Philippine Eagle Conservation Programme ») afin de sensibiliser les Philippins par des campagnes éducatives, inventorier et suivre les nids et mener un programme d'élevage conservatoire.
Malgré ces efforts de conservation, on s'accorde à dire que l'espèce est très fortement menacée d'extinction à court terme si la pression sur son habitat naturel garde le même rythme.
Actuellement (2008), il existe un programme d'élevage en captivité où le personnel sert aux poussins une nourriture similaire à celle des adultes. Après des années d'échec, 21 aiglons ont vu le jour dans le cadre du programme et les défenseurs de l'environnement étudient différents moyens de relâcher les oiseaux élevés en captivité dans la forêt.

## Régime alimentaire
Ses proies sont constituées de macaques (d'où vient son nom : pithécophage = mangeur de singes), de calaos, de civettes palmistes, de galéopithèques, d'écureuils volants, de chauves-souris frugivores, d'oiseaux, de serpents et d'animaux domestiques.

## Reproduction
La saison de reproduction est de octobre à décembre. La femelle pond un seul œuf, elle le couve deux tiers du temps et le mâle un tiers du temps. L'œuf éclot au bout de 60 jours. L'oisillon est nourri par ses deux parents pendant 7 à 8 semaines. Il quitte le nid au bout de 5 à 6 mois.